# Tupolev ANT-20

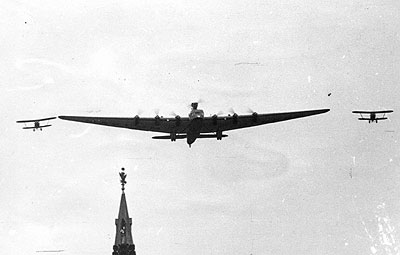
Máy bay tuyên truyền ANT-20 "Maxim Gorky" trên bầu trời Moscow

Tupolev ANT-20 (cũng được gọi là Maxim Gorky) (Туполев АНТ-20 "Максим Горький" trong tiếng Nga) là một máy bay 8 động cơ của Liên bang Xô viết, chiếc máy bay lớn nhất thập niên 1930.
ANT-20 được thiết kế bởi Andrei Tupolev và được chế tạo trong giai đoạn từ 4 tháng 7 năm 1933 tới 3 tháng 4 năm 1934. Đây là chiếc duy nhất thuộc loại này từng được chế tạo ở Liên bang Xô viết. Nó được đặt theo tên Maxim Gorky và được chế tạo để kỷ niệm năm thứ 40 các hoạt động văn học và công cộng của ông. Nó cũng được dự định chế tạo cho các mục đích tuyên truyền cho chủ nghĩa Stalin và, vì thế, được trang bị một bộ radio mạnh được gọi là "Âm thanh từ bầu trời" ("Голос с неба", golos s neba), máy in, thiết bị phát sóng, buồng tối rửa ảnh, máy chiếu phim với thiết bị âm thanh để chiếu phim trong khi bay, thư viện, vân vân. Lần đầu tiên trong lịch sử hàng không, chiếc máy bay này được trang bị một thang lên xuống, có thể rút chìm vào sàn. Tương tự, lần đầu tiên trong lịch sử hàng không, chiếu máy không chỉ sử dụng dòng điện một chiều, mà cả dòng điện xoay chiều 120 volt. Chiếc máy bay này có thể được tháo rời và chở đi bằng đường sắt nếu cần thiết. Chiếc máy bay to lớn này đã đạt một số kỷ lục về khả năng chuyên chở của thế giới.
Ngày 18 tháng 5 năm 1935 chiếc Maxim Gorky (các phi công I.V.Mikheyev và I.S.Zhurov) cùng ba chiếc máy bay khác (Tupolev ANT-14, R-5 và I-5) đã cất cánh trình diễn trên bầu trời Moskva. Khi trình diễn nhào lộn xung quanh cánh của nó đã vướng vào chiếc máy bay chiến đấu I-5 (phi công - Nikolai Blagin), chiếc Maxim Gorky lao xuống một khu nhà gần đó. 45 người chết trong vụ tai nạn, gồm các thành viên đội bay và 33 thành viên gia đình trong số đó có một số người từng chế tạo chiếc máy bay này. Chính quyền thông báo rằng cú bay vòng không có trong kế hoạch và đã được thực hiện bởi một phi công thiếu thận trọng, tuy nhiên gần đây đã có tin tức cho rằng đó có thể là một pha nhào lộn đã được dự tính trước. Blagin đã trở thành kẻ giơ đầu chịu báng. Blagin cũng thiệt mạng, dù tên ông còn tồn tại với thuật ngữ Blaginism, hơi có nghĩa "anh chàng tự mãn không thèm đếm xỉa đến chính quyền."
Một chiếc máy bay thay thế, tên định danh ANT-20bis đã được chế tạo năm sau đó, cùng cấu hình nhưng chỉ có sáu động cơ.

## Linh tinh
Ngày trước vụ tai nạn, phi công và là nhà văn người Pháp Antoine de Saint-Exupéry đã là phi công nước ngoài đầu tiên được cho phép lên máy bay, trong một chuyến đi tại Liên bang Xô viết đã được ông viết lại trong loạt bài trên tờ báo Pháp Paris-Soir.
Chiếc máy bay này có các giường ngủ ở cánh, nơi đủ lớn để kê chúng.

## Đặc điểm kỹ thuật

### Đặc điểm chung
- Phi đội: 11
- Sức chứa:
- Chiều dài: 33.00 m (108 ft 3 in)
- Sải cánh: 63.00 m (206 ft 8 in)
- Chiều cao: 12.80 m (42 ft 0 in)
- Diện tích cánh: 486 m² (5.228 ft²)
- Trọng lượng rỗng: 28.500 kg (62.700 lb)
- Trọng lượng chất tải: kg (lb)
- Trọng lượng cất cánh tối đa: 42.000 kg (92.400 lb)
- Động cơ: 8x động cơ Mikulin AM-34FRN, 739 kW (990 hp) mỗi chiếc

### Đặc điểm bay
- Tốc độ tối đa: 220 km/h (138 mph)
- Tầm hoạt động: 1.200 km (750 miles)
- Trần bay: 4.500 m (14.760 ft)
- Tỷ lệ lên: N/A
- Lực đẩy/Trọng lượng: N/A

## Chủ đề liên quan
Phát triển liên quan:
Tupolev TB-4